# Aeroporto Nacional Clinton
O Bill and Hillary Clinton National Airport (IATA: LIT, ICAO: KLIT, FAA: LIT), oficialmente Bill and Hillary Clinton National Airport/Adams Field, está localizado a 3 km da cidade de Little Rock, estado do Arkansas, Estados Unidos. É o maior aeroporto comercial do Arkansas, tendo atendido mais de 2,1 milhões de passageiros entre março de 2009 e fevereiro de 2010. O aeroporto atrai passageiros de várias partes do Arkansas e de outros estados norte-americanos.
Apesar de o aeroporto não possuir voos diretos internacionais, há mais de 50 pousos e decolagens diários no local.

## Companhias aéreas e destinos[4]
| Companhia aérea                                   | Destinos                                                                             |
| ------------------------------------------------- | ------------------------------------------------------------------------------------ |
| American Airlines                                 | Dallas/Fort Worth                                                                    |
| American Eagle                                    | Chicago-O'Hare, Dallas/Fort Worth                                                    |
| Frontier Airlines                                 | Denver                                                                               |
| Delta Air Lines                                   | Atlanta, Memphis                                                                     |
| Delta Connection, operada por ExpressJet Airlines | Atlanta, Memphis                                                                     |
| Delta Connection, operada por Pinnacle Airlines   | Detroit                                                                              |
| Southwest Airlines                                | Baltimore, Chicago-Midway, Dallas-Love, Houston-Hobby, Las Vegas, Phoenix, St. Louis |
| United Express, operada por ExpressJet Airlines   | Denver, Houston-Intercontinental                                                     |
| United Express, operada por SkyWest Airlines      | Chicago-O'Hare, Houston-Intercontinental                                             |
| US Airways Express, operada por PSA Airlines      | Charlotte                                                                            |
| US Airways Express, operada por Republic Airlines | Washington-National                                                                  |